# Bertil Ericsson
Karl Bertil Ericsson (ur. 6 listopada 1908 w Falun, zm. 18 sierpnia 2002 w Sundsvall) – piłkarz szwedzki grający na pozycji pomocnika. W swojej karierze rozegrał 10 meczów i strzelił 10 goli w reprezentacji Szwecji.

## Kariera klubowa
Swoją karierę piłkarską Ericsson rozpoczął w klubie AIK Fotboll. Zadebiutował w nim w 1931 roku i w sezonie 1931/1932 wywalczył z nim mistrzostwo Szwecji. W 1932 roku odszedł do Sandvikens IF. Grał w nim do końca swojej kariery, czyli do 1944 roku.

## Kariera reprezentacyjna
W reprezentacji Szwecji Ericsson zadebiutował 11 czerwca 1933 roku w wygranym 6:2 meczu eliminacji do MŚ 1934 z Estonią, rozegranym w Sztokholmie. W debiucie zdobył dwa gole. W 1936 roku był w kadrze Szwecji na igrzyska olimpijskie w Berlinie. Od 1933 do 1937 roku rozegrał w kadrze narodowej 10 spotkań i zdobył w nich 10 bramek.